# Balsaminsläktet
Balsaminsläktet (Impatiens) är ett släkte i familjen balsaminväxter med cirka 1000 arter i främst Asien och Afrika. Endast ett fåtal arter återfinns i Europa och Nordamerika. I Sverige finns endast en ursprunglig art, springkorn (I. noli-tangere), men ytterligare några naturaliserade. Flera arter odlas som inomhus- eller trädgårdsväxter.
Släktet innehåller ett- till fleråriga örter. Bladen har ett par körtlar vid basen av bladskaftet. Blommorna är tvåkönade och sitter ensamma i bladvecken, eller i enkla, toppställda klasar, kvastliknande eller flockliknande blomställningar. Foderbladen är tre kronbladslika, ett av dem har en sporre. Kronbladen är fem, olikstora, de nedre är ofta sammanväxta, likaså de mellersta. Ståndarna är fem, ståndarknapparna är hopklibbade. Stiftet är ensamt. Fruktämnet räknas som översittande. Frukten är en köttig kapsel som öppnar sig explosionsartat vid mognaden.

## Dottertaxa till Balsaminer, i alfabetisk ordning[1]
- Impatiens aadishankarii
- Impatiens abbatis
- Impatiens academiae-moguntiae
- Impatiens acaulis
- Impatiens acehensis
- Impatiens aconitoides
- Impatiens acuminata
- Impatiens adenioides
- Impatiens agumbeana
- Impatiens ahernii
- Impatiens alboflava
- Impatiens albopurpurea
- Impatiens albopustulosa
- Impatiens alborosea
- Impatiens alborubra
- Impatiens aliciae
- Impatiens allanii
- Impatiens alpicola
- Impatiens alveolata
- Impatiens amabilis
- Impatiens ambahatrensis
- Impatiens ambanizanensis
- Impatiens amoena
- Impatiens amphibia
- Impatiens amplexicaulis
- Impatiens ampokafoensis
- Impatiens anaimudica
- Impatiens analavelensis
- Impatiens andapensis
- Impatiens andersonii
- Impatiens andohahelae
- Impatiens andringitrensis
- Impatiens angulata
- Impatiens angustiflora
- Impatiens angustisepala
- Impatiens anhuiensis
- Impatiens ankaizinensis
- Impatiens ankaranensis
- Impatiens annamensis
- Impatiens annulifer
- Impatiens anovensis
- Impatiens antongiliana
- Impatiens apalophylla
- Impatiens apiculata
- Impatiens appendiculata
- Impatiens apsotis
- Impatiens aquatica
- Impatiens aquatilis
- Impatiens arachnoides
- Impatiens arctosepala
- Impatiens arguta
- Impatiens armeniaca
- Impatiens arnottii
- Impatiens arriensii
- Impatiens arunensis
- Impatiens asperipes
- Impatiens asperipetala
- Impatiens assurgens
- Impatiens atherosepala
- Impatiens atrolineata
- Impatiens atrorubra
- Impatiens atrosanguinea
- Impatiens attopeuensis
- Impatiens aureliana
- Impatiens aurella
- Impatiens auricoma
- Impatiens auriculata
- Impatiens austrotanzanica
- Impatiens austroyunnanensis
- Impatiens bachii
- Impatiens badrinathii
- Impatiens bahanensis
- Impatiens bajurensis
- Impatiens bakeri
- Impatiens balansae
- Impatiens balfourii
- Impatiens balsamina
- Impatiens bannaensis
- Impatiens barbata
- Impatiens barberi
- Impatiens barbulata
- Impatiens bardotiae
- Impatiens barnesii
- Impatiens baroniana
- Impatiens baronii
- Impatiens barthlottii
- Impatiens batanggadisensis
- Impatiens bathiei
- Impatiens beccarii
- Impatiens befiananensis
- Impatiens begoniifolia
- Impatiens begonioides
- Impatiens bellula
- Impatiens bemarahensis
- Impatiens benitae
- Impatiens benthamii
- Impatiens bequaertii
- Impatiens betongensis
- Impatiens betsomangae
- Impatiens bhaskarii
- Impatiens bicaudata
- Impatiens bicolor
- Impatiens bicornis
- Impatiens bicornuta
- Impatiens bidentata
- Impatiens biluoxueshanensis
- Impatiens biophytoides
- Impatiens bisaccata
- Impatiens blepharosephala
- Impatiens blinii
- Impatiens bodenii
- Impatiens bodinieri
- Impatiens boinensis
- Impatiens bolovenensis
- Impatiens bonii
- Impatiens borneensis
- Impatiens brachycentra
- Impatiens bracteata
- Impatiens bracteolata
- Impatiens brandisii
- Impatiens brevicornis
- Impatiens brevipes
- Impatiens briartii
- Impatiens buennemeijeri
- Impatiens bullata
- Impatiens burmanica
- Impatiens burtonii
- Impatiens bururiensis
- Impatiens calcicola
- Impatiens calendulina
- Impatiens callmanderi
- Impatiens campanulata
- Impatiens capensis
- Impatiens capillipes
- Impatiens capusii
- Impatiens cardiophylla
- Impatiens carlsoniae
- Impatiens catatii
- Impatiens cathcartii
- Impatiens cecilii
- Impatiens celatiflora
- Impatiens celebica
- Impatiens celligera
- Impatiens ceratophora
- Impatiens chandrasekharanii
- Impatiens chapaensis
- Impatiens charanii
- Impatiens charisma
- Impatiens chashanensis
- Impatiens chekiangensis
- Impatiens chevalieri
- Impatiens chiangdaoensis
- Impatiens chimiliensis
- Impatiens chinensis
- Impatiens chishuiensis
- Impatiens chiulungensis
- Impatiens chlorosepala
- Impatiens chloroxantha
- Impatiens choneceras
- Impatiens chumphonensis
- Impatiens chungtienensis
- Impatiens ciliifolia
- Impatiens cinnabarina
- Impatiens circaeoides
- Impatiens cirrhipetala
- Impatiens citrina
- Impatiens clavata
- Impatiens clavicalcar
- Impatiens clavicornu
- Impatiens clavicuspis
- Impatiens clavigera
- Impatiens clavigeroides
- Impatiens cochinica
- Impatiens coelotropis
- Impatiens columbaria
- Impatiens commelinoides
- Impatiens comorensis
- Impatiens compta
- Impatiens conchibracteata
- Impatiens concinna
- Impatiens confusa
- Impatiens congolensis
- Impatiens corchorifolia
- Impatiens cornigera
- Impatiens cornucopia
- Impatiens cornutisepala
- Impatiens cothurnoides
- Impatiens coursiana
- Impatiens craddockii
- Impatiens crassicaudex
- Impatiens crassicornu
- Impatiens crassiloba
- Impatiens crassisepala
- Impatiens crenata
- Impatiens crenulata
- Impatiens cribbii
- Impatiens cristata
- Impatiens cryptoneura
- Impatiens cuonaensis
- Impatiens curtisii
- Impatiens curvipes
- Impatiens cuspidata
- Impatiens cuspidifera
- Impatiens cyanantha
- Impatiens cyathiflora
- Impatiens cyclosepala
- Impatiens cymbifera
- Impatiens daguanensis
- Impatiens dahlii
- Impatiens dalzellii
- Impatiens damrongii
- Impatiens danguyana
- Impatiens daraneenae
- Impatiens dasysperma
- Impatiens davidii
- Impatiens decaryana
- Impatiens decipiens
- Impatiens delabathiana
- Impatiens delavayi
- Impatiens delectans
- Impatiens delicata
- Impatiens delicatula
- Impatiens dempoana
- Impatiens dendricola
- Impatiens denisonii
- Impatiens densifolia
- Impatiens depauperata
- Impatiens deqinensis
- Impatiens desmantha
- Impatiens devendrae
- Impatiens dewildeana
- Impatiens devolii
- Impatiens diaphana
- Impatiens dicentra
- Impatiens dichroa
- Impatiens dichrocarpa
- Impatiens diepenhorstii
- Impatiens diffusa
- Impatiens digitata
- Impatiens dimorphophylla
- Impatiens discolor
- Impatiens disotis
- Impatiens distracta
- Impatiens divaricata
- Impatiens diversifolia
- Impatiens doitungensis
- Impatiens dolichoceras
- Impatiens dorstenioides
- Impatiens drepanophora
- Impatiens druartii
- Impatiens duclouxii
- Impatiens duthiei
- Impatiens eberhardtii
- Impatiens ecalcarata
- Impatiens echinosperma
- Impatiens ecornuta
- Impatiens edgeworthii
- Impatiens elachistocentra
- Impatiens elatostemmoides
- Impatiens elephanticeps
- Impatiens elisettae
- Impatiens elongata
- Impatiens emiliae
- Impatiens engleri
- Impatiens epilobioides
- Impatiens eramosa
- Impatiens erecticornis
- Impatiens eriosperma
- Impatiens ernstii
- Impatiens erubescens
- Impatiens eryaleia
- Impatiens ethiopica
- Impatiens etindensis
- Impatiens eubotrya
- Impatiens evelinae
- Impatiens evrardii
- Impatiens exiguiflora
- Impatiens exilipes
- Impatiens exilis
- Impatiens extensifolia
- Impatiens faberi
- Impatiens falcifer
- Impatiens fanjingshanica
- Impatiens fargesii
- Impatiens fenghwaiana
- Impatiens fianarantsoae
- Impatiens filicaulis
- Impatiens filicornu
- Impatiens finetii
- Impatiens firmula
- Impatiens fischeri
- Impatiens fissicornis
- Impatiens flaccida
- Impatiens flammea
- Impatiens flanaganiae
- Impatiens flemingii
- Impatiens floretii
- Impatiens floribunda
- Impatiens florigera
- Impatiens florulenta
- Impatiens fontinalis
- Impatiens forbesii
- Impatiens formosa
- Impatiens forrestii
- Impatiens fragicolor
- Impatiens frithii
- Impatiens fruticosa
- Impatiens fuchsioides
- Impatiens fugongensis
- Impatiens fulgens
- Impatiens furcata
- Impatiens furcillata
- Impatiens furfuracea
- Impatiens gagnepainiana
- Impatiens gamblei
- Impatiens gammiei
- Impatiens ganpiuana
- Impatiens gardneriana
- Impatiens garrettii
- Impatiens gasterocheila
- Impatiens gautieri
- Impatiens geniculata
- Impatiens geniorum
- Impatiens georgei-schatzii
- Impatiens gesneroidea
- Impatiens gibbisepala
- Impatiens glandulifera
- Impatiens glandulisepala
- Impatiens glandulosa
- Impatiens glauca
- Impatiens gomphophylla
- Impatiens gongolana
- Impatiens gongshanensis
- Impatiens gordonii
- Impatiens gorepaniensis
- Impatiens gossweileri
- Impatiens goughii
- Impatiens graciliflora
- Impatiens gracilipes
- Impatiens grandis
- Impatiens grandisepala
- Impatiens granulifera
- Impatiens grey-wilsonii
- Impatiens griersonii
- Impatiens griffithii
- Impatiens guillaumetii
- Impatiens guizhouensis
- Impatiens hainanensis
- Impatiens haingosonii
- Impatiens halongensis
- Impatiens hamata
- Impatiens hancockii
- Impatiens harae
- Impatiens hawkeri
- Impatiens hedyotidifolia
- Impatiens helferi
- Impatiens henanensis
- Impatiens hengduanensis
- Impatiens henryi
- Impatiens henslowiana
- Impatiens herbicola
- Impatiens herzogii
- Impatiens heterosepala
- Impatiens hians
- Impatiens hirsutisepala
- Impatiens hirta
- Impatiens hochstetteri
- Impatiens hoehnelii
- Impatiens holocentra
- Impatiens hongkongensis
- Impatiens hongsonensis
- Impatiens huangyanensis
- Impatiens hubertii
- Impatiens humberti
- Impatiens humblotiana
- Impatiens humifusa
- Impatiens humilis
- Impatiens hunanensis
- Impatiens hydrogetonoides
- Impatiens hypophylla
- Impatiens imbecilla
- Impatiens imbricata
- Impatiens inaperta
- Impatiens inayatii
- Impatiens inconspicua
- Impatiens indochinensis
- Impatiens infirma
- Impatiens infundibularis
- Impatiens inops
- Impatiens insignis
- Impatiens ioides
- Impatiens irangiensis
- Impatiens irvingii
- Impatiens issembei
- Impatiens iteberoensis
- Impatiens ivohibensis
- Impatiens jaeschkei
- Impatiens janthina
- Impatiens javensis
- Impatiens jerdoniae
- Impatiens jiewhoei
- Impatiens jinggangensis
- Impatiens jinpingensis
- Impatiens jiulongshanica
- Impatiens joachimii
- Impatiens johnii
- Impatiens johnsiana
- Impatiens junghuhnii
- Impatiens jurpia
- Impatiens justicioides
- Impatiens kachinensis
- Impatiens kaliensis
- Impatiens kamerunensis
- Impatiens kamtilongensis
- Impatiens kanburiensis
- Impatiens kaskazini
- Impatiens kathmanduensis
- Impatiens keilii
- Impatiens kentrodonta
- Impatiens kerriae
- Impatiens kharensis
- Impatiens khasiana
- Impatiens kilimanjari
- Impatiens kinabaluensis
- Impatiens kingii
- Impatiens kleiniformis
- Impatiens klemmeana
- Impatiens klossii
- Impatiens kodachadriensis
- Impatiens kojeensis
- Impatiens konalarensis
- Impatiens korthalsii
- Impatiens kraftii
- Impatiens kuepferi
- Impatiens kulamavuensis
- Impatiens kwengeensis
- Impatiens labordei
- Impatiens lacei
- Impatiens lachnosperma
- Impatiens lacinulifera
- Impatiens laevigata
- Impatiens lampungensis
- Impatiens lancisepala
- Impatiens lanessanii
- Impatiens langbianensis
- Impatiens langeana
- Impatiens lantziana
- Impatiens laojunshanensis
- Impatiens laotica
- Impatiens larsenii
- Impatiens lasiophyton
- Impatiens latebracteata
- Impatiens lateristachys
- Impatiens laticornis
- Impatiens latiflora
- Impatiens latifolia
- Impatiens latipetala
- Impatiens laumonieri
- Impatiens laurentii
- Impatiens lauterbachii
- Impatiens lawii
- Impatiens lawsonii
- Impatiens laxiflora
- Impatiens lecomtei
- Impatiens leedalii
- Impatiens leggei
- Impatiens lemannii
- Impatiens lemeei
- Impatiens lemuriana
- Impatiens lenta
- Impatiens lepida
- Impatiens leptocarpa
- Impatiens leptocaulon
- Impatiens leptoceras
- Impatiens leptopoda
- Impatiens leptura
- Impatiens leschenaultii
- Impatiens letestuana
- Impatiens letouzeyi
- Impatiens leucantha
- Impatiens leveillei
- Impatiens liangshanensis
- Impatiens ligulata
- Impatiens lilacina
- Impatiens limnophila
- Impatiens linearifolia
- Impatiens linearis
- Impatiens linearisepala
- Impatiens linghziensis
- Impatiens linocentra
- Impatiens lixianensis
- Impatiens lobulifera
- Impatiens loheri
- Impatiens loki-schmidtiae
- Impatiens lokohensis
- Impatiens lonchocarpa
- Impatiens longepetiolata
- Impatiens longialata
- Impatiens longicornuta
- Impatiens longiloba
- Impatiens longipedunculata
- Impatiens longipes
- Impatiens longirama
- Impatiens longirostris
- Impatiens loulanensis
- Impatiens luchunensis
- Impatiens lucida
- Impatiens lucorum
- Impatiens lugubris
- Impatiens luisae-echterae
- Impatiens lukwangulensis
- Impatiens lushiensis
- Impatiens luteola
- Impatiens luteoviridis
- Impatiens lyallii
- Impatiens maackii
- Impatiens mackeyana
- Impatiens macrocarpa
- Impatiens macrophylla
- Impatiens macroptera
- Impatiens macrosepala
- Impatiens macrovexilla
- Impatiens maculata
- Impatiens madagascariensis
- Impatiens maevae
- Impatiens maguanensis
- Impatiens mahalevonensis
- Impatiens mahengeensis
- Impatiens mairei
- Impatiens majumdarii
- Impatiens majungensis
- Impatiens malcomberi
- Impatiens malipoensis
- Impatiens mallae
- Impatiens mamasensis
- Impatiens mamyi
- Impatiens manaharensis
- Impatiens mananteninae
- Impatiens mandrakae
- Impatiens mandrarensis
- Impatiens manillensis
- Impatiens manipurensis
- Impatiens mannii
- Impatiens manongarivensis
- Impatiens manteroana
- Impatiens margaritifera
- Impatiens marianae
- Impatiens marivorahonensis
- Impatiens marojejyensis
- Impatiens martinii
- Impatiens masisiensis
- Impatiens masoalensis
- Impatiens masonii
- Impatiens mayae-valeriae
- Impatiens mazumbaiensis
- Impatiens medogensis
- Impatiens meeboldii
- Impatiens meeuseiana
- Impatiens membranifolia
- Impatiens mendoncae
- Impatiens mengtszeana
- Impatiens meruensis
- Impatiens messmerae
- Impatiens messumbaensis
- Impatiens mexicana
- Impatiens meyana
- Impatiens microcentra
- Impatiens microceras
- Impatiens micromeris
- Impatiens microstachys
- Impatiens mildbraedii
- Impatiens minae
- Impatiens mindiae
- Impatiens miniata
- Impatiens minimisepala
- Impatiens minor
- Impatiens minutiflora
- Impatiens mirabilis
- Impatiens mishmiensis
- Impatiens modesta
- Impatiens mohana
- Impatiens mokimi
- Impatiens monotricha
- Impatiens monticola
- Impatiens mooreana
- Impatiens morsei
- Impatiens msisimwanensis
- Impatiens muelleri
- Impatiens muliensis
- Impatiens mullaingiriensis
- Impatiens multiramea
- Impatiens munnarensis
- Impatiens munronii
- Impatiens muscicola
- Impatiens mussotii
- Impatiens musyana
- Impatiens mysorensis
- Impatiens nalampoonii
- Impatiens namchabarwensis
- Impatiens namkatensis
- Impatiens nana
- Impatiens nanatonanensis
- Impatiens nanlingensis
- Impatiens napoensis
- Impatiens nasuta
- Impatiens navicula
- Impatiens neglecta
- Impatiens neobarnesii
- Impatiens neomunronii
- Impatiens nguruensis
- Impatiens niamniamensis
- Impatiens nicolliae
- Impatiens nidus-apis
- Impatiens nigeriensis
- Impatiens nigrescens
- Impatiens nilgirica
- Impatiens nivea
- Impatiens nobilis
- Impatiens noei
- Impatiens noli-tangere
- Impatiens nomenyae
- Impatiens nosymangabensis
- Impatiens notolopha
- Impatiens notoptera
- Impatiens nubigena
- Impatiens nuristanica
- Impatiens nusbaumeri
- Impatiens nyimana
- Impatiens nyungwensis
- Impatiens nzabiana
- Impatiens nzoana
- Impatiens obcordifolia
- Impatiens obesa
- Impatiens oblongipetala
- Impatiens obscura
- Impatiens occultans
- Impatiens odontopetala
- Impatiens odontophylla
- Impatiens odontosepala
- Impatiens oligoneura
- Impatiens omeiana
- Impatiens oncidioides
- Impatiens oniveensis
- Impatiens opinata
- Impatiens oppositifolia
- Impatiens orchioides
- Impatiens oreocallis
- Impatiens oreophila
- Impatiens orthosepala
- Impatiens oumina
- Impatiens oxyanthera
- Impatiens pachycaulon
- Impatiens pacifica
- Impatiens pahalgamensis
- Impatiens pallida
- Impatiens palliderosea
- Impatiens pallidiflora
- Impatiens pallidissima
- Impatiens palpebrata
- Impatiens paludicola
- Impatiens paludosa
- Impatiens pandata
- Impatiens paradoxa
- Impatiens paranyi
- Impatiens parasitica
- Impatiens parishii
- Impatiens parkinsonii
- Impatiens parviflora
- Impatiens parvigaleata
- Impatiens parvisepala
- Impatiens patula
- Impatiens paucidentata
- Impatiens paucisemina
- Impatiens peguana
- Impatiens pellucidinervia
- Impatiens pendula
- Impatiens peperomioides
- Impatiens percordata
- Impatiens percrenata
- Impatiens perezii
- Impatiens perfecunda
- Impatiens perrieri
- Impatiens phahompokensis
- Impatiens phengklaii
- Impatiens phoenicea
- Impatiens phuluangensis
- Impatiens pianmaensis
- Impatiens pierlotii
- Impatiens pilosissima
- Impatiens pilosivittata
- Impatiens pinfanensis
- Impatiens pingxiangensis
- Impatiens platyadena
- Impatiens platyceras
- Impatiens platychlaena
- Impatiens platypetala
- Impatiens platysepala
- Impatiens poculifer
- Impatiens podocarpa
- Impatiens poilanei
- Impatiens polhillii
- Impatiens polyactina
- Impatiens polyantha
- Impatiens polyceras
- Impatiens polyneura
- Impatiens polyphylla
- Impatiens polysciadia
- Impatiens porrecta
- Impatiens potanini
- Impatiens prainii
- Impatiens prasiniflora
- Impatiens principis
- Impatiens pritchardii
- Impatiens pritzelii
- Impatiens procumbens
- Impatiens prostrata
- Impatiens protracta
- Impatiens pseudoacaulis
- Impatiens pseudobicolor
- Impatiens pseudochinensis
- Impatiens pseudohamata
- Impatiens pseudokingii
- Impatiens pseudomacroptera
- Impatiens pseudoperezii
- Impatiens pseudoviola
- Impatiens pseudozombensis
- Impatiens psittacina
- Impatiens psychadelphoides
- Impatiens pterosepala
- Impatiens puberula
- Impatiens pudica
- Impatiens pulcherrima
- Impatiens pulchra
- Impatiens punaensis
- Impatiens purpurea
- Impatiens purpureifolia
- Impatiens purpureocoerulea
- Impatiens purpureolucida
- Impatiens purpureo-violacea
- Impatiens purroi
- Impatiens putii
- Impatiens pygmaea
- Impatiens pyrrhotricha
- Impatiens qingchengshanica
- Impatiens quadriloba
- Impatiens quadrisepala
- Impatiens quisqualis
- Impatiens racemosa
- Impatiens racemulosa
- Impatiens radiata
- Impatiens rakotomalazana
- Impatiens ramenensis
- Impatiens ramosa
- Impatiens ramosii
- Impatiens rangoonensis
- Impatiens ranomafanae
- Impatiens rapanarivoi
- Impatiens raphidothrix
- Impatiens rara
- Impatiens razanatsoa-charlei
- Impatiens raziana
- Impatiens rectangula
- Impatiens recticalcarata
- Impatiens rectirostrata
- Impatiens recurvicornis
- Impatiens recurvinervia
- Impatiens reidii
- Impatiens renae
- Impatiens repens
- Impatiens reptans
- Impatiens reticulata
- Impatiens rheedii
- Impatiens rhinoceros
- Impatiens rhombifolia
- Impatiens ridleyi
- Impatiens rivularis
- Impatiens rizaliana
- Impatiens robusta
- Impatiens rodatzii
- Impatiens rostellata
- Impatiens rosulata
- Impatiens rothii
- Impatiens rubricaulis
- Impatiens rubricolor
- Impatiens rubriflora
- Impatiens rubrolineata
- Impatiens rubromaculata
- Impatiens rubrostriata
- Impatiens rudicaulis
- Impatiens rufescens
- Impatiens rugata
- Impatiens ruiliensis
- Impatiens runssorensis
- Impatiens rupestris
- Impatiens rupicola
- Impatiens rutenbergii
- Impatiens ruthiae
- Impatiens saccilabellata
- Impatiens sacculata
- Impatiens sacculifera
- Impatiens sakeriana
- Impatiens salaengensis
- Impatiens saliensis
- Impatiens salifii
- Impatiens salpinx
- Impatiens salwinensis
- Impatiens sambiranensis
- Impatiens santisukii
- Impatiens saolana
- Impatiens sarawakensis
- Impatiens sarissiformis
- Impatiens saxicola
- Impatiens scabrida
- Impatiens scabriuscula
- Impatiens scapiflora
- Impatiens scenarioi
- Impatiens schlechteri
- Impatiens scitula
- Impatiens scripta
- Impatiens scullyi
- Impatiens scutisepala
- Impatiens semounensis
- Impatiens serpens
- Impatiens serrata
- Impatiens serratifolia
- Impatiens shevaroyensis
- Impatiens shimianensis
- Impatiens shirensis
- Impatiens sholayarensis
- Impatiens siamensis
- Impatiens siculifer
- Impatiens sidiformis
- Impatiens sidikalangensis
- Impatiens sigmoidea
- Impatiens sikkimensis
- Impatiens silvestrii
- Impatiens silviana
- Impatiens simbiniensis
- Impatiens singgalangensis
- Impatiens sinlumiensis
- Impatiens sirindhorniae
- Impatiens sivarajanii
- Impatiens smitinandii
- Impatiens sodenii
- Impatiens sodiroi
- Impatiens sorikensis
- Impatiens soulieana
- Impatiens spathulata
- Impatiens spathulifera
- Impatiens spectabilis
- Impatiens spireana
- Impatiens spirifer
- Impatiens spissiflora
- Impatiens squiresii
- Impatiens steenisii
- Impatiens stefaniae
- Impatiens stenantha
- Impatiens stenosepala
- Impatiens stocksii
- Impatiens stoliczkai
- Impatiens stricta
- Impatiens striolata
- Impatiens stuhlmannii
- Impatiens subabortiva
- Impatiens subaequalis
- Impatiens subcordata
- Impatiens subecalcarata
- Impatiens subrubriflora
- Impatiens substerilis
- Impatiens substipulata
- Impatiens suichangensis
- Impatiens suijiangensis
- Impatiens sulcata
- Impatiens sumatrana
- Impatiens sunii
- Impatiens sunkoshiensis
- Impatiens sutchuenensis
- Impatiens sylvicola
- Impatiens tafononensis
- Impatiens taishunensis
- Impatiens talakmauensis
- Impatiens talbotii
- Impatiens tangachee
- Impatiens tapanuliensis
- Impatiens taprobanica
- Impatiens taronensis
- Impatiens tavoyana
- Impatiens tayemonii
- Impatiens teitensis
- Impatiens tenella
- Impatiens teneriflora
- Impatiens tenerrima
- Impatiens tenuibracteata
- Impatiens textorii
- Impatiens teysmannii
- Impatiens thamnoidea
- Impatiens theuerkaufiana
- Impatiens thiochroa
- Impatiens thomensis
- Impatiens thomsonii
- Impatiens thorelii
- Impatiens thwaitesii
- Impatiens tienchuanensis
- Impatiens tienmushanica
- Impatiens tigrina
- Impatiens tilo
- Impatiens tinctoria
- Impatiens tipusensis
- Impatiens tirunelvelica
- Impatiens tirunelvelliensis
- Impatiens tomentella
- Impatiens tomentosa
- Impatiens tongbiguanensis
- Impatiens toppinii
- Impatiens torenioides
- Impatiens tortisepala
- Impatiens torulosa
- Impatiens touranensis
- Impatiens toxophora
- Impatiens translucida
- Impatiens travancorica
- Impatiens triandra
- Impatiens tribounii
- Impatiens tricarinata
- Impatiens tricaudata
- Impatiens trichocarpa
- Impatiens trichoceras
- Impatiens trichocladon
- Impatiens trichopoda
- Impatiens trichosepala
- Impatiens trichosperma
- Impatiens trichura
- Impatiens tricolor
- Impatiens trigonopteris
- Impatiens trigonosepala
- Impatiens trilobata
- Impatiens tripetala
- Impatiens tropaeoliflora
- Impatiens truncata
- Impatiens truncicola
- Impatiens tsangshanensis
- Impatiens tsararavina
- Impatiens tsaratananae
- Impatiens tsingycola
- Impatiens tuberculata
- Impatiens tuberifera
- Impatiens tuberosa
- Impatiens tubulosa
- Impatiens tujuhensis
- Impatiens turrialbana
- Impatiens tweedieae
- Impatiens ukagurensis
- Impatiens uliginosa
- Impatiens ulugurensis
- Impatiens umbellata
- Impatiens uncinata
- Impatiens uncipetala
- Impatiens undulata
- Impatiens unguiculata
- Impatiens uniflora
- Impatiens uralensis
- Impatiens urticifolia
- Impatiens urticoides
- Impatiens usambarensis
- Impatiens uzungwaensis
- Impatiens vagans
- Impatiens waldheimiana
- Impatiens walkeri
- Impatiens walleriana
- Impatiens wallichii
- Impatiens vaniotiana
- Impatiens warburgiana
- Impatiens wattii
- Impatiens vaughanii
- Impatiens vebrowniae
- Impatiens veerapazhasii
- Impatiens weihsiensis
- Impatiens velaxata
- Impatiens vellela
- Impatiens wenshanensis
- Impatiens venusta
- Impatiens verecunda
- Impatiens verrucifer
- Impatiens verticillata
- Impatiens vesiculifera
- Impatiens vexillaria
- Impatiens wibkeae
- Impatiens vidalii
- Impatiens wightiana
- Impatiens viguieri
- Impatiens vilersi
- Impatiens wilksiana
- Impatiens williamsii
- Impatiens wilsonii
- Impatiens winkleri
- Impatiens violacea
- Impatiens violaceoalba
- Impatiens violascens
- Impatiens violiflora
- Impatiens violoides
- Impatiens viridiflora
- Impatiens viscida
- Impatiens viscosa
- Impatiens vitellina
- Impatiens vittata
- Impatiens vivekananthanii
- Impatiens wohlhauseri
- Impatiens volatianae
- Impatiens volkensii
- Impatiens wrayi
- Impatiens wuchengyihii
- Impatiens wuyuanensis
- Impatiens wynadensis
- Impatiens xanthina
- Impatiens xanthocephala
- Impatiens yangshanensis
- Impatiens yaoshanensis
- Impatiens yercaudensis
- Impatiens yilingiana
- Impatiens yingjiangensis
- Impatiens yongshanensis
- Impatiens yui
- Impatiens yunnanensis
- Impatiens zippelii
- Impatiens zixishanensis
- Impatiens zollingeri
- Impatiens zombensis
- Impatiens zygosepala